# ميلوفيان
كوستيانتين بشاروف ميكولايفيتش (الأوكرانية: Костянтин Миколайович Бочаров، الروسية: Константин Николаевич Бочаров، ولد 11 أبريل 1997) المعروف باسمه الفني ميلوفيان، مغني وشاعر وملحن أوكراني جاء في المرتبة الأولى بعد فوزه في الموسم السادس من أكس فاكتور أوكرانيا.

## نشأته
ولد بوشاروف في أوديسا للوالدين ميكولاي بوشاروف وفالنتنا بوشاروفا. أصبح مهتما بالموسيقى في سن مبكرة، وعندما كان الطفل يرتدي الحفلات الموسيقية في مدرسته. بدأ في وقت لاحق في الذهاب إلى مدرسة الموسيقى، لكنه غادر قبل التخرج. التحق بعد ذلك في مدرسة المسرح، والتي تخرج منها.

## مهنيا

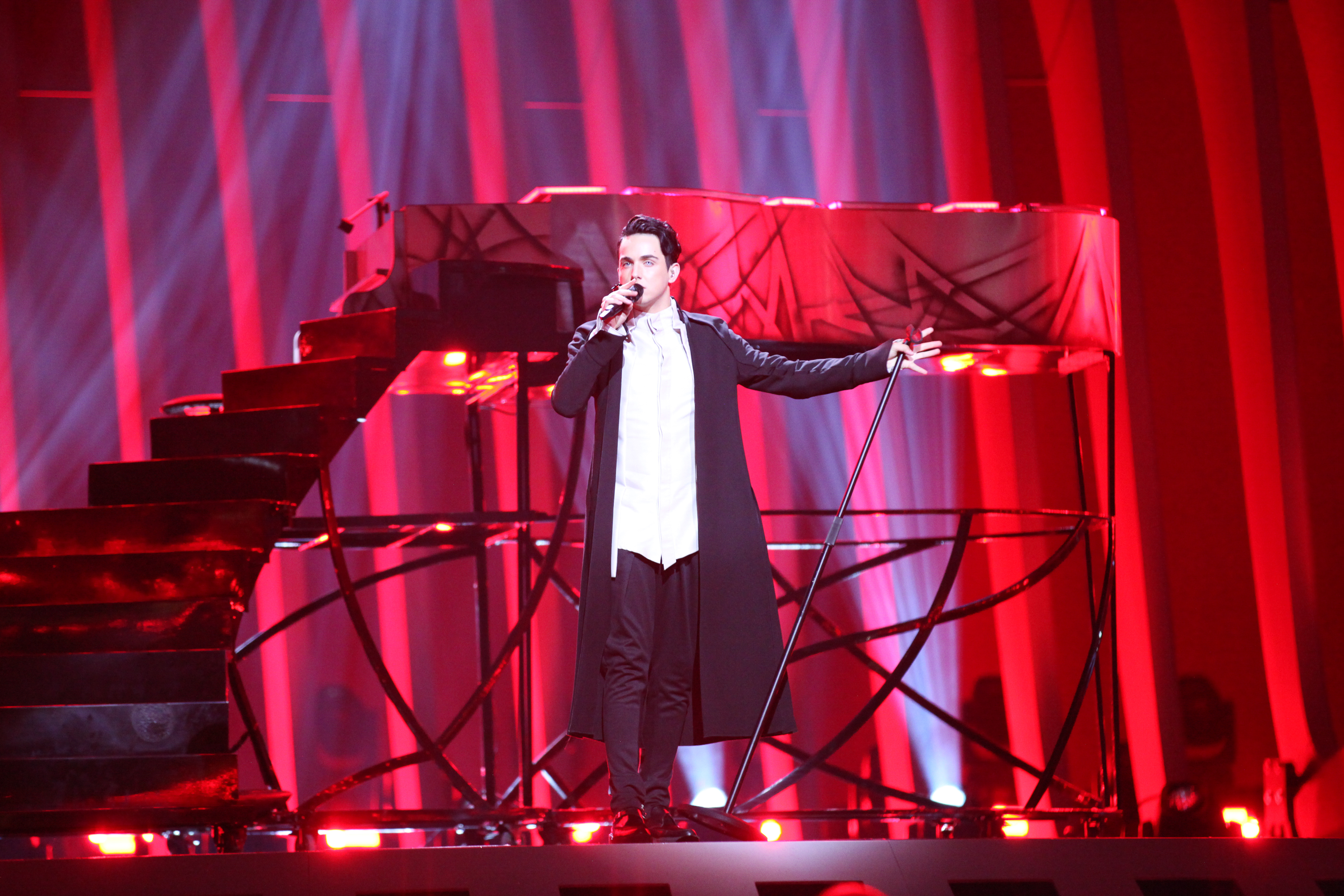
ميلوفيان يمثل أوكرانيا بأغنية "تحت السلم"

### أكس -فاكتور أوكرانيا 2015–2016
خضع ميلوفيان للاختبار ل  أكس -فاكتور أوكرانيا  ثلاث مرات، لكنه لم يشارك في العرض المتلفز.

## روابط خارجية
- ميلوفيان على موقع IMDb (الإنجليزية)
- ميلوفيان على موقع ميوزك برينز (الإنجليزية)
- ميلوفيان على موقع أول ميوزيك (الإنجليزية)
- ميلوفيان على موقع ديسكوغز (الإنجليزية)
- ميلوفيان على موقع قاعدة بيانات الفيلم (الإنجليزية)